# Гайдельберзький замок
Гайдельберзький замок (нім. Heidelberger Schloss) — залишки ренесансного замку та визначна пам'ятка Гайдельберга в землі Баден-Вюртемберг, Німеччина. Руїни замку є одними з найважливіших споруд епохи Відродження на північ від Альп.
Замок був лише частково відбудований після його руйнування в XVII і XVIII століттях. Він розташований на висоті 80 метрів у північній частині схилу пагорба Кенігштуль, і таким чином домінує над видом на старий центр міста. Він обслуговується проміжною станцією на фунікулері , що проходить від гайдельберзької площі Корнмаркт до вершини Кенігштуль.
Найдавніша споруда замку була побудована до 1214 року і пізніше розширена на два замки приблизно в 1294 році, проте у 1537 році блискавка зруйнувала верхній замок. Сучасні споруди були розширені до 1650 року, до пошкоджень пізнішими війнами та пожежами. У 1764 році інша блискавка спричинила пожежу, яка знищила деякі відбудовані ділянки.

## Історія

### Рання історія
Гайдельберг вперше згадується в 1196 році як «Гайдельберх». У 1155 році Конрад Гогенштауфен був зроблений пфальцграфом своїм зведеним братом Фрідріхом Барбароссою, і регіон став відомий як курфюрський Пфальц. Твердження про те, що головна резиденція Конрада була на Шлосбергу (Замковій горі), відомій як Єттенбюль, не може бути підтверджена. Назва «Jettenbühl» походить від віщунки Джетти, яка, як кажуть, жила там. Вона також асоціюється з Wolfsbrunnen (Вовче джерело) і Heidenloch (Язичницька криниця). Перша згадка про замок у Гайдельберзі відноситься до 1214 року, коли Людовик I, з дому Віттельсбахів отримав його від імператора  Фрідріха II. Остання згадка про один замок датується 1294 р. В іншому документі 1303 р. вперше згадуються два замки:
Верхній замок на горі Кляйнер Гайсберг, поблизу сучасного готелю Молькенкур (знищений у 1537 р.);
Про заснування нижнього замку відомо лише те, що воно відбулося десь між 1294 і 1303 роками. 
Найдавніші документальні згадки про Гайдельберзький замок знаходяться в 1600-х роках:
- «Скарбниця картинок» пфальцького церковного радника Маркуса зум Лемба (1559–1606);
- «Teutsche Reyssebuch» Мартіна Зейллера (Страсбург 1632, перевидано в 1674 як «Маршрут по Німеччині»).

Ці роботи здебільшого поверхневі й не містять багато інформації. У 1615 році Меріан у топографії рейнського пфальцу описав князя-курфюрста Людвіга V, коли він «почав будувати новий замок сто і більше років тому». Більшість описів замку аж до XVIII століття базуються на відомостях Меріана. За Рупрехта I на Єттенбюлі була зведена придворна каплиця.

### Палац королів
Коли Рупрехт став королем Німеччини в 1401 році, замок був настільки малим, що після повернення з коронації йому довелося розташуватися в монастирі августинців на місці сучасної Університетської площі. Чого він бажав, так це більше місця для свого оточення та двору, щоб справити враження на гостей, а також додаткових оборонних споруд, щоб перетворити замок на фортецю.
Після смерті Рупрехта в 1410 році його землі були розділені між чотирма його синами. Серце територій Пфальца, було передано старшому синові, Людвігу III. Людвіг був представником імператора та верховним суддею, і саме в цій якості він, після Констанцького собору 1415 року та за вказівкою імператора Сигізмунда, тримав під вартою скинутого антипапу Іоанна XXIII , перш ніж його доставили до Бурґа. 

Під час візиту до Гайдельберга в 1838 році французький письменник Віктор Гюго отримав особливе задоволення від прогулянок серед руїн замку. Він підсумував його історію в цьому листі:
Але дозвольте мені розказатити про замок. (Це абсолютно необхідно, і я мав почати з цього.) Які часи він пережив! П'ятсот років він був жертвою всього, що стрясало Європу, а тепер розвалився під його вагою. Це тому, що цей Гайдельберзький замок, резиденція графів Палатинських, які були підзвітні лише королям, імператорам і папам, і мав надто велике значення, щоб підкорятися їхнім примхам, але не міг підняти голову, щоб не вступити в конфлікт і це тому, що, на мій погляд, Гайдельберзький замок завжди займав позицію опозиції до могутніх. Приблизно 1300 рік, час його заснування, він починається з аналогії з Фівами. У графа Рудольфа та імператора Людвіга, цих братів-дегенератів, він має свого Етеокла та свого Полініка [сини Едіпа, які ворогують]. Тоді князь-курфюрст починає зростати у силі. У 1400 р. пфальц Рупрехт II, підтриманий трьома рейнськими курфюрстами, скидає імператора Вацлава і узурпує його посаду. Через 120 років, у 1519 році, пфальцграф Фрідріх II мав зробити молодого короля Іспанії Карла I імператором Карлом V. 

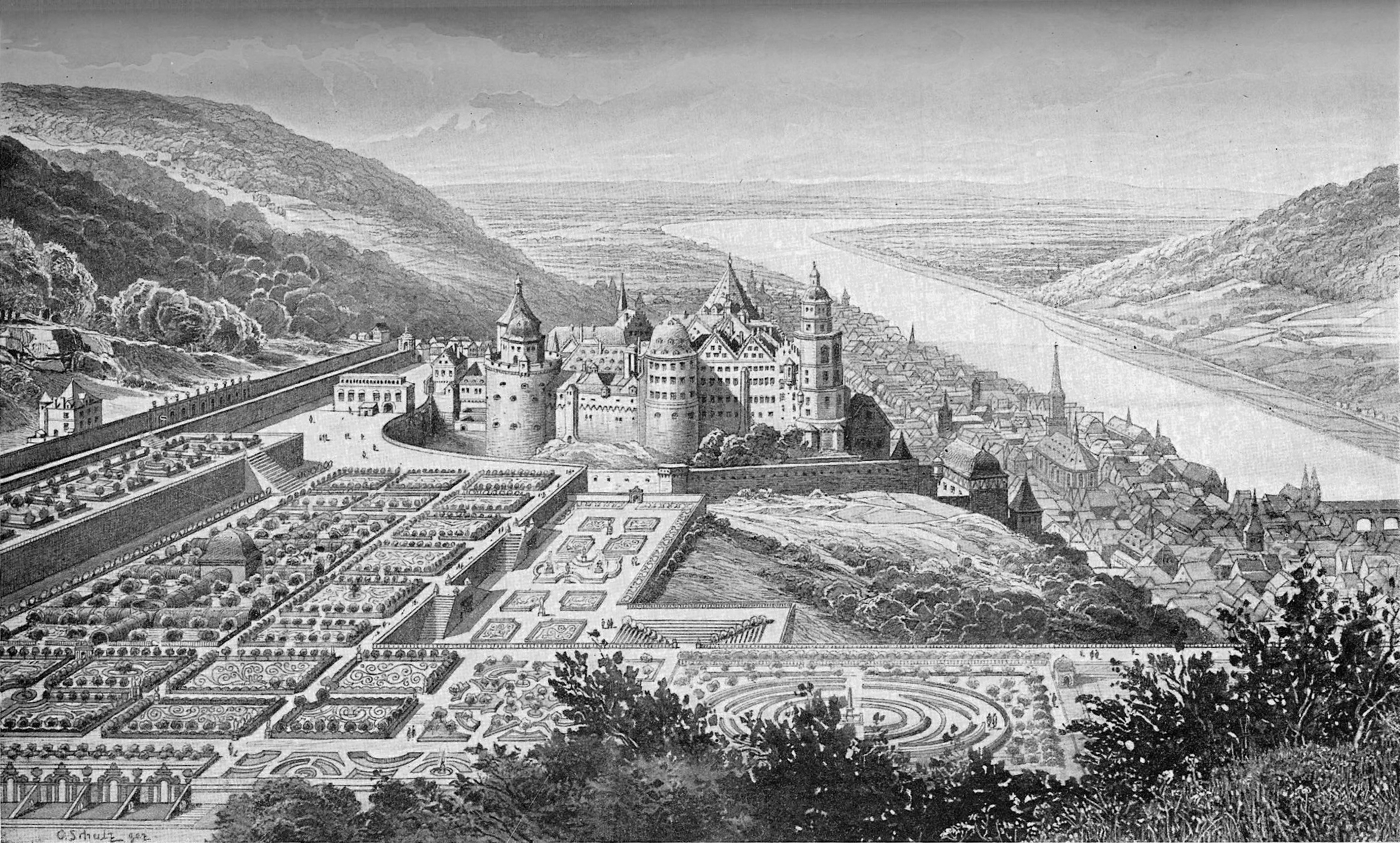
Гайдельберзький замок 1620 року

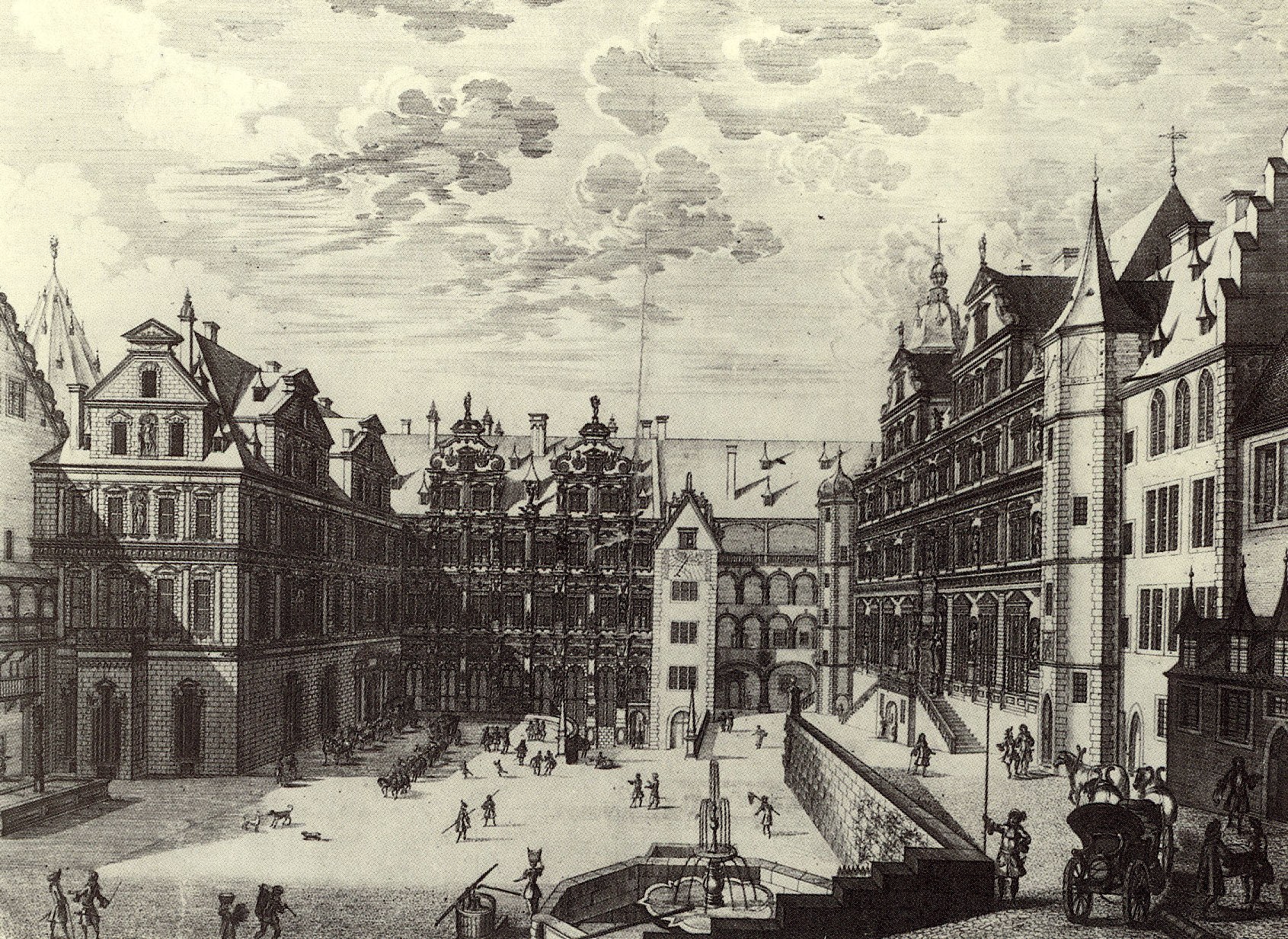
Внутрішній дворик Гайдельберзького замку приблизно в 1683, Йоганн Ульріх Краус

—  цитата з Віктора Гюго: "Гайдельберг"

### Реформація і Тридцятилітні війни
Саме під час правління Людовіка V, курфюрста Пфальцького (1508–1544), Мартін Лютер приїхав до Гайдельберга, щоб захистити одну зі своїх тез (Гайдельберзький диспут) і відвідати замок. Його показав молодший брат Людовика, Вольфганг, пфальцграф, і в листі до свого друга Джорджа Спалатіна Лютер похвалив красу замку та його оборону.
У 1619 році протестанти,що повстали проти Священної Римської імперії, запропонували корону Богемії Фрідріху V, курфюрсту Пфальцькому, який погодився, попри побоювання, і таким чином спровокував початок Тридцятилітньої війни, під час якої на замок вперше була піднята зброя. Цей період знаменує кінець будівництва замку. Наступні століття принесли з собою руйнування та відбудову.

### Руйнування
Після поразки в битві біля Білої гори 8 листопада 1620 року Фрідріх V перебував у втечах як поза законом і був змушений передчасно звільнити свої війська, залишивши Пфальц незахищеним від генерала Тіллі, верховного головнокомандувача військами Католицької ліги та Священної Римської імперії. 26 серпня 1622 року Тіллі розпочав наступ на Гайдельберг, взявши місто 16 вересня, а через кілька днів — замок.
Коли 5 травня 1633 року шведи захопили Гайдельберг і відкрили вогонь по замку з пагорба Кенігштуль позаду нього, Тіллі здав замок. Наступного року війська імператора спробували відбити замок, але лише в липні 1635 року їм це вдалося. Він залишався у їхньому володінні до підписання Вестфальського миру, який завершив Тридцятилітню війну. Новий правитель, Карл Людвіг і його сім'я не переїхали в зруйнований замок до 7 жовтня 1649 року.

Віктор Гюго підсумував ці та наступні події:
У 1619 році Фрідріх V, тоді ще молодий чоловік, проти волі імператора захопив корону королів Богемії, а в 1687 році Філіп Вільгельм, пфальцграф, на той час вже старий, приймає титул князя-курфюрста, проти волі короля Франції. Це стало причиною Гайдельберзьких битв і нескінченних випробувань, Тридцятилітньої війни, Густава Адольфа Румесблата і, нарешті, війни Великого Альянсу, місії Тюренна. Усі ці жахливі події зруйнували замок. Три імператори, Людовик Баварський, Адольф Нассауський і Леопольд Австрійський, взяли його в облогу. Піо II засудив це. Людовик XIV завдав йому руйнування.
—  цитата з Віктора Гюго: "Гайдельберг"

### Дев’ятирічна війна

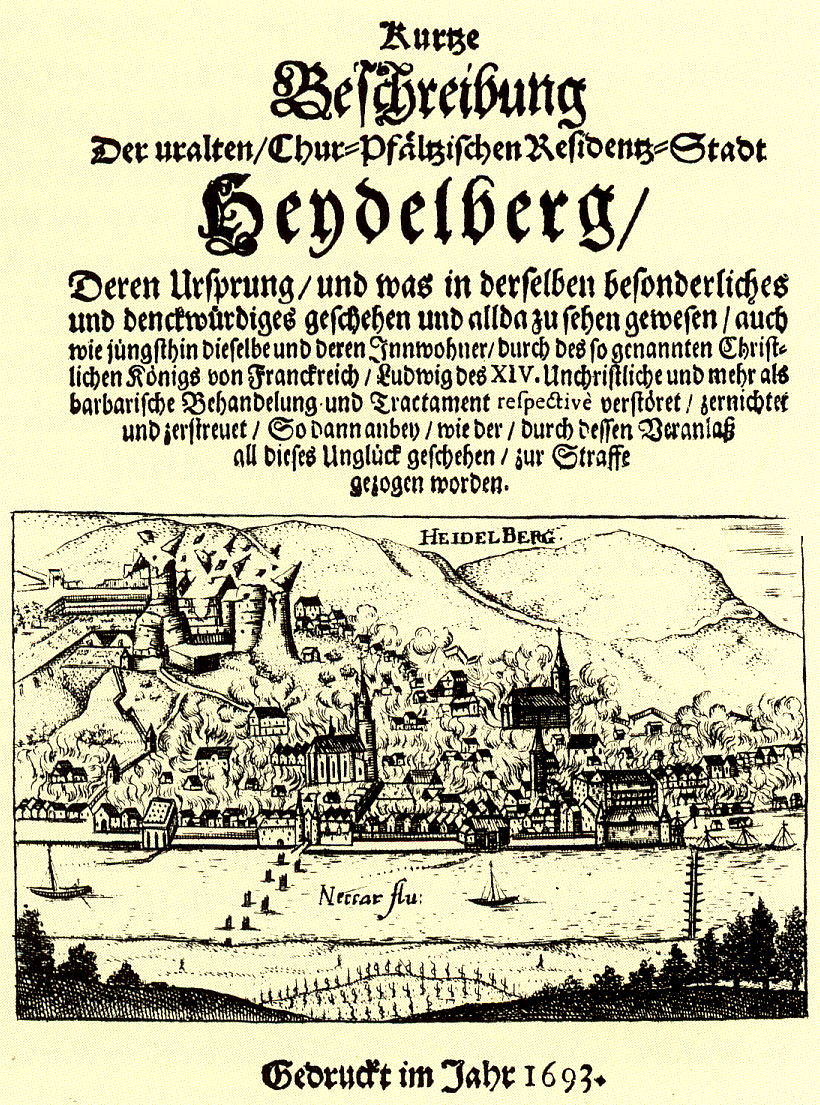
Памфлет про руйнування замку, 1693 р.

Після смерті Карла II, курфюрста Пфальцького, останнього в черзі дому Пфальц-Зіммерн, король Франції Людовик XIV  почав вимагати відмови від алодіального титулу на користь герцогині Орлеанської Єлизавети Шарлотти, принцеси Пфальцької, яку він вважав законною спадкоємцицею Зіммернських земель. 29 вересня 1688 року французькі війська рушили до Рейнського Пфальцу, а 24 жовтня підійшли до Гайдельбергу, який був покинутий Філіпом Вільгельмом, новим курфюрстом Пфальцьким з лінії Пфальц-Нойбург. Під час війни проти союзних європейських держав військова рада Франції вирішила знищити всі укріплення та спустошити Пфальц, щоб запобігти нападу ворога з цієї території. Коли французи відступили від замку 2 березня 1689 року, вони підпалили його та підірвали передню частину Жирної вежі. Частини міста також були спалені, але милосердя французького генерала Рене де Фруле де Тессе, який наказав містянам розводити невеликі вогнища в своїх будинках, щоб створити дим і створити ілюзію масового горіння, запобігло ширшому руйнуванню. 
Одразу після свого вступу на престол у 1690 році Йоганн Вільгельм, курфюрст Пфальцький, відновив стіни та вежі. Коли французи знову досягли воріт Гайдельбергу в 1691 і 1692 роках, оборона міста була настільки міцною, що вони не змогли пройти. 18 травня 1693 року французи знову були біля воріт міста і взяли його 22 травня. Однак вони не змогли отримати контроль над замком і знищили місто, намагаючись послабити основну опорну базу замку. Наступного дня окупанти замку капітулювали. Тепер французи скористалися нагодою завершити роботу, розпочату в 1689 році, після їх поспішного виходу з міста. Вежі та стіни, що вціліли від останньої хвилі руйнувань, були підірвані на мінах.

### Переведення резиденції в Мангайм
У 1697 році був підписаний Рейсвейкський мирний договір, який ознаменував кінець війни Великого альянсу та остаточно приніс мир у місто. Були розроблені плани знести замок і використати його частини для нового палацу в долині. Коли виявились труднощі з цим планом, замок відремонтували. Водночас Карл III Філіп, курфюрст Пфальцький, хотів повністю перепланувати замок, але відклав проект через брак коштів. Однак він призначив свого улюбленого придворного блазня, Перкео з Гайдельбергу, щоб він наглядав за запасами вина в замку. Пізніше Перкео став неофіційним талісманом міста. У 1720 році Карл Філіп вступив у конфлікт з протестантами міста в результаті повної передачі Церкви Святого Духа для католиків (раніше вона була розділена перегородкою і використовувалася обома конгрегаціями), католицький князь-курфюрст переніс свій двір до Мангайму і втратив будь-який інтерес до замку. Коли 12 квітня 1720 року курфюст оголосив про перенесення резиденції та всіх адміністративних органів до Мангайма, він побажав, щоб «на його вулицях росла трава».
Релігійний конфлікт був, мабуть, лише однією з причин переїзду до Мангайма. Крім того, перетворити старомодний замок на вершині пагорба на бароковий палац було б важко і дорого. Переїхавши на рівнину, князь-курфюрст зміг побудувати новий палац, який відповідав усім його бажанням.

Наступник Карла Філіпа Карл Теодор планував перенести свій двір назад до Гайдельберзького замку. Однак коли 24 червня 1764 року двічі поспіль вдарила блискавка і знову підпалила замок, він сприйняв як знак з небес і змінив свої плани. Віктор Гюго, який полюбив руїни замку, також сприйняв це як божественний сигнал:
Можна навіть сказати, що втрутилися самі небеса. 23 червня 1764 року, за день до того, як Карл Теодор мав переїхати в замок і зробити його своєю резиденцією (що, до речі, було б великою катастрофою, бо якби Карл Теодор провів там свої тридцять років, ці суворі руїни, якими ми сьогодні так захоплюємося, неодмінно були б оформлені в стилі помпадур). Тоді в цей день, коли речі князя вже прибули й чекали в церкві Святого Духа, вогонь з неба вразив восьмикутну вежу, запалив дах і знищив цей п’ятсотлітній замок за кілька хвилин.
—  Віктор Гюго, Гайдельберг
У наступні десятиліття було зроблено капітальний ремонт, але Гайдельберзький замок залишився, по суті, руїнами.

### З часу руйнування

#### Повільний розпад і романтичний ентузіазм

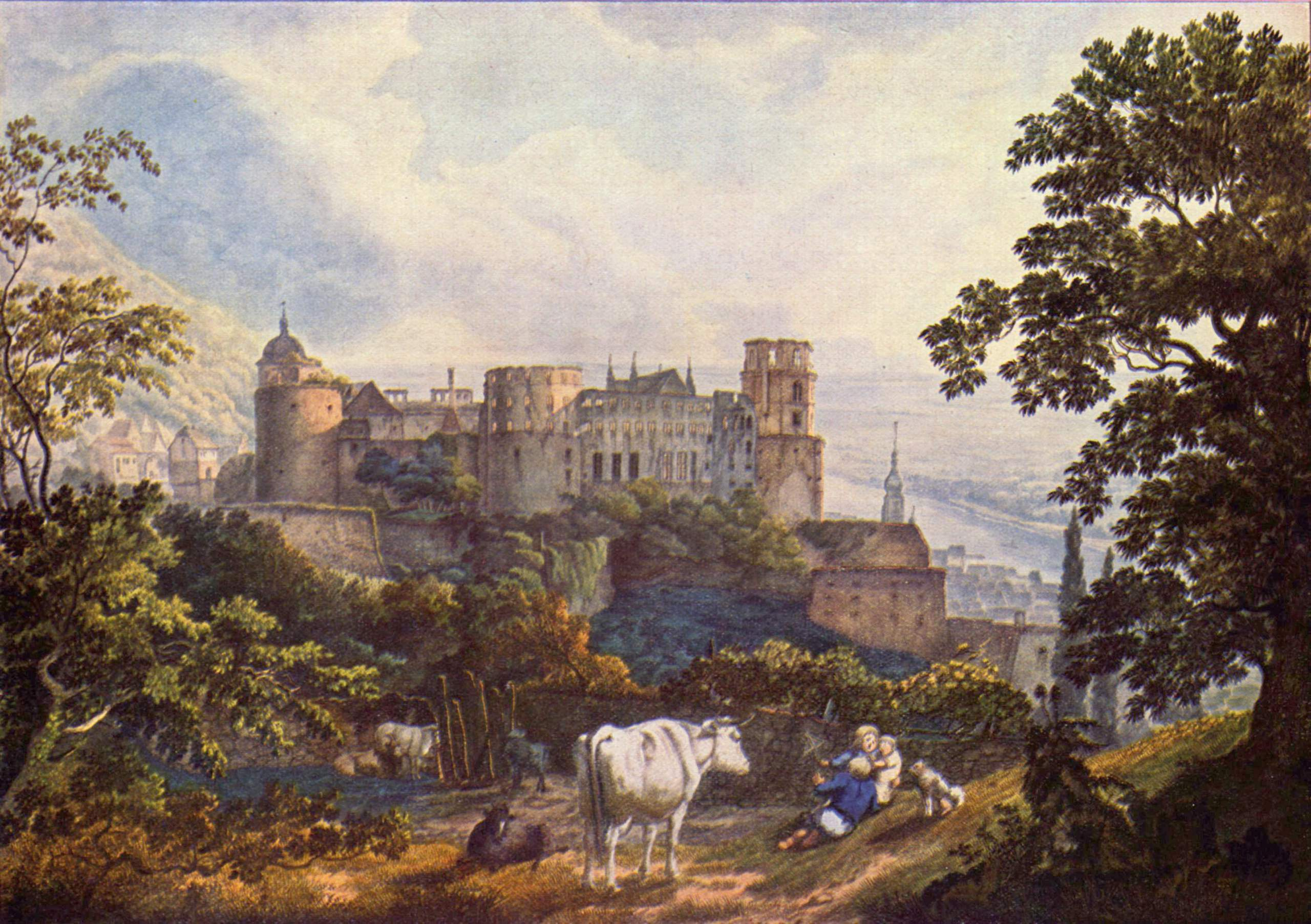
Руїни замку, зображені на картині Карла Філіпа Фора 1815 року.

У 1777 році Карл Теодор став правителем Баварії на додаток до Пфальцу і переніс свій двір з Мангайма до Мюнхена. Гайдельберзький замок ще більше відійшов від його думок, а кімнати, які ще не мали даху, зайняли ремісники. Навіть у 1767 році південна стіна була видобута каменем для будівництва замку Шветцінген. У 1784 році склепіння у флігелі Оттогайнріха були засипані, а замок використовувався як джерело будівельних матеріалів. 
В результаті німецької медіатизації 1803 року Гайдельберг і Мангайм увійшли до складу Бадена. Карл Фрідріх, великий герцог Бадена, вітав додавання до своєї території, хоча вважав замок Гайдельберг небажаним доповненням. Будівля руйнувалася, і жителі замку використовували камінь, дерево та залізо для будівництва власних будинків. У 1803 році Август фон Коцебу висловив своє обурення наміром уряду Бадена знести руїни. На початку XIX ст. зруйнований замок став символом патріотичного руху проти Наполеона.
Ще до 1800 року художники побачили річку, пагорби та руїни замку як ідеальний ансамбль. Найкращими зображеннями є зображення англійця  Вільяма Тернера, який кілька раз зупинявся в Гайдельберзі між 1817 і 1844 рр. і багато разів малював Гайдельберг і замок. Він і його колеги художники романтики не були зацікавлені в правдивих зображеннях будівлі і дали мистецьку свободу дій. Наприклад, на картинах Тернера замок видно, що він стоїть набагато вище на пагорбі, ніж є насправді.
Рятівником замку став французький граф Шарль де Граймберг. Він боровся з урядом Бадена, який розглядав замок як «старі руїни з безліччю несмачних, розсипаних прикрас», за збереження будівлі. До 1822 року він служив добровільним старостою замку і деякий час жив у Скляному флігелі, де міг стежити за внутрішнім двориком. Задовго до виникнення історичного збереження у Німеччині він був першою людиною, яка зацікавилася збереженням і документуванням замку, що, можливо, ніколи не спало на думку нікому з романтиків. Граймберг попросив Томаса А. Леже підготувати перший путівник по замку. Своїми фотографіями замку, з яких було виготовлено багато копій, Граймберг рекламував руїни замку та привертав до міста багатьох туристів.

#### Планування та реставрація

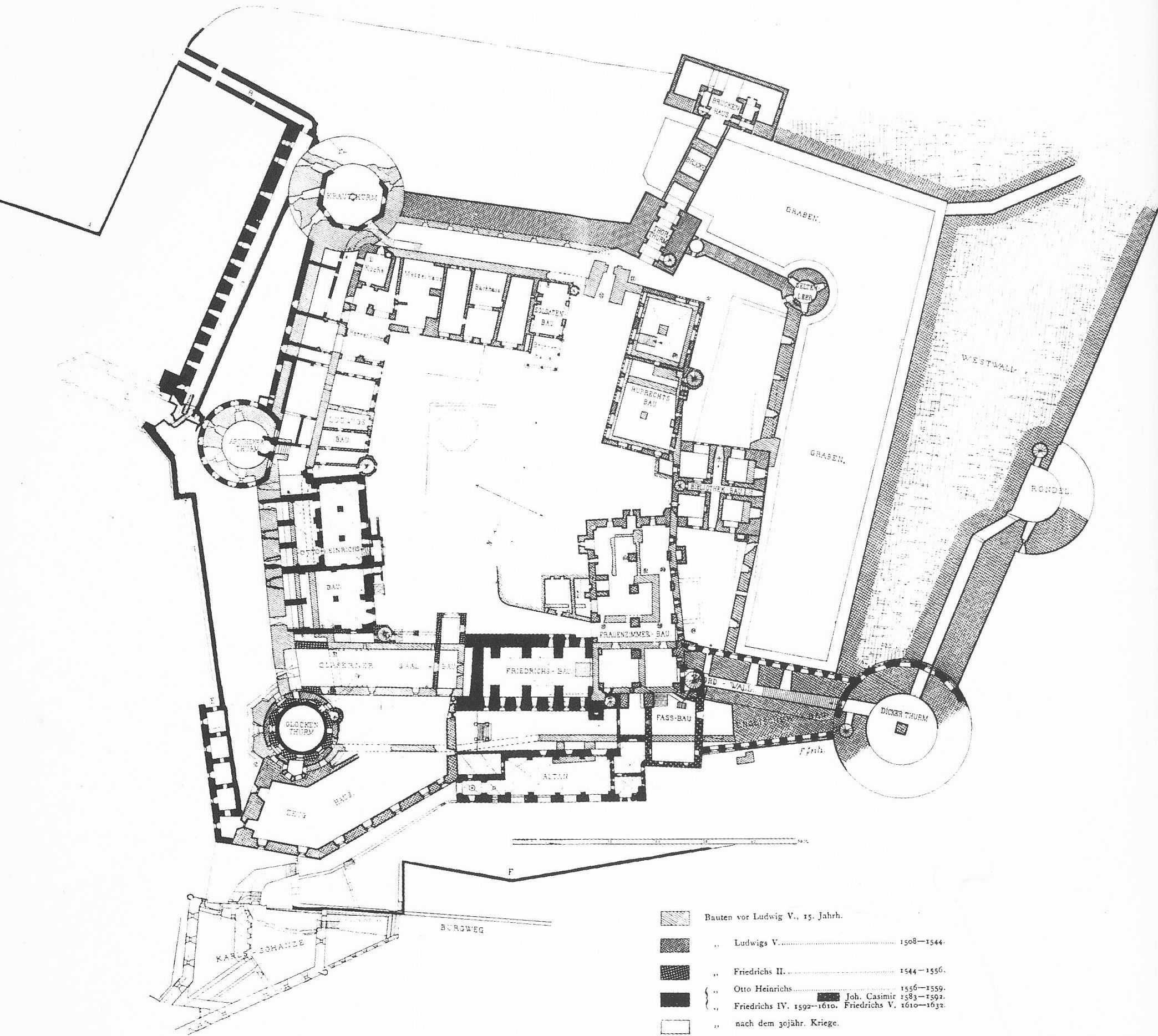
План Юліуса Коха та Фріца Зайца 1891

Питання про те, чи варто повністю відновлювати замок, обговорювалося довго. У 1868 році поет Вольфганг Мюллер фон Кенігсвінтер виступив за повну реконструкцію, що викликало сильну негативну реакцію на публічних зборах і в пресі.
У 1883 році Велике герцогство Баден заснувало «Замковий польовий офіс», яким керували директор будівництва Йозеф Дурм у Карлсруе, окружний керівник будівництва Юліус Кох та архітектор Фріц Зайц. Офіс зробив детальний план збереження та ремонту головного корпусу. Вони завершили свою роботу в 1890 році, яка призвело до того, що комісія спеціалістів з усієї Німеччини вирішила, що хоча б повна або часткова перебудова замку неможлива, його можна зберегти в його нинішньому стані. Буде відновлено лише будівлю Фрідріха, інтер'єри якої були пошкоджені вогнем, але не зруйновані. Ця реконструкція була виконана з 1897 по 1900 роки Карлом Шефером за величезну суму 520 000 марок.

#### Руїни замку і туризм
У найдавнішому описі Гайдельберга від 1465 року згадується, що місто «часто відвідують чужинці», але насправді воно стало туристичною визначною пам’яткою лише на початку 19 століття. Граф Граймберг зробив замок всеосяжним сюжетом для фотографій, які стали попередниками листівок. Тоді ж замок знайшли і на сувенірних чашках. Туризм отримав великий поштовх, коли Гайдельберг був підключений до мережі залізниць у 1840 році.
Марк Твен, американський письменник, описав Гайдельберзький замок у своїй книзі подорожей «Волоцюга за кордоном» 1880 року:
Руїна повинна бути правильно розташована, щоб бути ефективною. Це не могло бути кращим місцем. Вона стоїть на величній височині, вона потопає в зелених лісах, навколо неї немає рівнини, а, навпаки, є лісисті тераси за терасами, і дивишся крізь блискуче листя в глибокі прірви й безодні, де панують сутінки і сонце не може проникнути. Природа знає, як прикрасити руїну, щоб отримати найкращий ефект. Одна з цих старих веж розколота навпіл, і одна половина завалилася вбік. Вона перекинулась таким чином, щоб утвердитися в мальовничому положенні. Тоді все, що їй не вистачало, — це відповідне драпірування, і природа створила це. Вона одягла сувору масу в квіти та зелень і зробила її чарівною для очей. Стояча половина відкриває вам свої аркові та печерні кімнати, як відкриті беззубі пащі; там, також виноградні лози та квіти виконали свою благодатну роботу. Задню частину вежі також не залишили без уваги, але вона вкрита чіпким одягом із полірованого плюща, який приховує рани та плями часу. Навіть вершина не залишається голою, а увінчана квітучою групою дерев та кущів. Нещастя зробило з цією старою вежею те ж саме, що іноді робило з людським характером – покращило його.
—  Марк Твен
У XX ст. американці поширили репутацію Гайдельбергу за межами Європи. Так, японці також часто відвідують Гайдельберзький замок під час своїх подорожей Європою. На початку XXI століття Гайдельберг має понад три мільйони відвідувачів на рік і близько 1 000 000 ночівель. Більшість іноземних відвідувачів приїжджає або з США, або з Японії. Найголовнішою визначною пам'яткою, згідно з дослідженнями Географічного інституту Гайдельберзького університету, є замок з його оглядовими терасами.

#### Роздуми про «Гайдельберзький міф»
Гайдельберзький професор Людвіг Гіш писав у своєму есе 1960 року під назвою «Феноменологія кітчу» про значення руїн для туризму:
Руїни — це вершина того, що ми називаємо «історичною» екзотикою. Як відправна точка може слугувати історія з досвіду: у 1945 році, незабаром після капітуляції Німеччини, коли американський солдат, який охоче «фотографував» Гайдельберзький замок, запитав, як з’явилося це місце паломництва для всіх романтиків. Бути руїною, пустотливо відповів я, «її знищили американські бомби». Дуже повчальною була реакція солдатів. Коротко висловлю припущення: потрясіння їхньої свідомості — з естетичної, а не етичної проблеми — було надзвичайним: «руїна» вже не здавалася їм прекрасною, навпаки, вони жалкували (отже, з реалістичною теперішньою свідомістю) про нещодавнє знищення великої будівлі.
— Людвіг Гіш

## Хронологія

#### Хронологія подій для Гайдельберзького замку
- 1225 р.: перша документальна згадка як "Castrum".
- 1303 р.: згадка про два замки.
- 1537 р.: руйнування блискавкою верхнього замку.
- 1610 р.: створення палацового саду («Hortus Palatinus »).
- 1622 р.: Тіллі завойовує місто та замок у Тридцятилітній війні.
- 1642 р.: відновлення заводів замку.
- 1688-1689 рр.: руйнування французькими військами.
- 1693 р.: відновлення руйнувань у війні за Пфальц.
- 1697 р.: початок реконструкції.
- 1720 р.: перенесення резиденції до Мангайму.
- 1742 р.: початок реконструкції.
- 1764 р.: знищення блискавкою.
- 1810 р.: Чарльз де Греймберг присвячує себе збереженню руїн замку.
- 1860 р.: перше освітлення замку.
- 1883 р.: заснування «Бюро будівництва замків Бадена».
- 1890 р.: підбивання підсумків Юліус Кох і Фріц Зайц.
- 1900 р.: (приблизно) реставрація та історичний розвиток.

## Відомі жителі

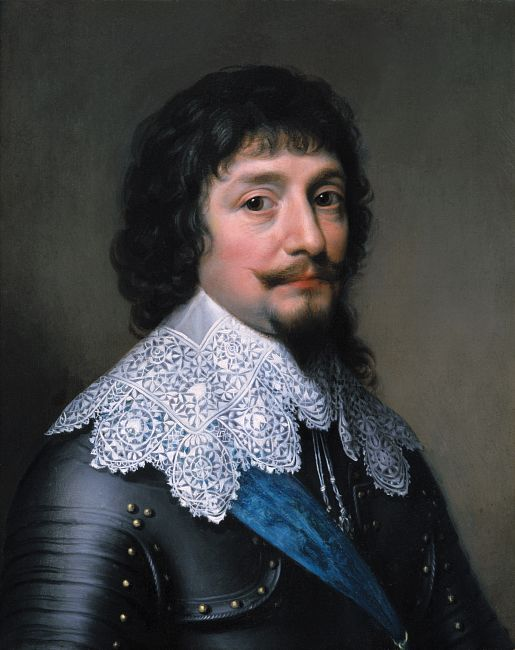
Фрідріх V : «Зимовий король»

#### «Зимовий король» Фрідріх V
Фрідріх V, курфюрст Пфальцький, одружився з донькою англійського короля Єлизаветою Стюарт. Шлюб був пов’язаний із великими витратами. Для них влаштовували дорогі гуляння. Він доручив побудувати ворота Єлизавети в саду.
З жовтня 1612 року по квітень 1613 року Фрідріх V провів майже пів року в Англії і, хоча йому було лише 17 років, він зв’язався з  архітекторами Саломоном де Ко і Ініго Джонсом, які пізніше внесли зміни та розробили нові плани будівництва Гайдельберзького замку.  Дуже скоро було розпочато будівництво величезного саду, однак рослини були призначені для рівної місцевості, і схили гори довелося переобладнати. 
Під правлінням Фрідріха V Палатин домагався верховенства протестантів у Священній Римській імперії, що, однак, закінчилося поразкою. Після 1619 року Фрідріх V — всупереч порадам багатьох радників — був обраний богемським королем, він не зміг зберегти корону після поразки в битві біля Білої гори  проти військ імператора і Католицької ліги. Його називали «Зимовим королем», оскільки його королівство тривало лише трохи більше однієї зими. З Тридцятилітньою війною Фрідріх V вступив у інший етап своєї кар'єри: політичний біженець.
Кажуть, коли Фрідріх V покинув Гайдельберг, його мати, Луїза Юліана Нассауська, проголосила: «О, Палатин переїжджає до Богемії». Після його втечі до Ренена в Нідерландах імператор Фердинанд II у 1621 році наклав імперську заборону на Фрідріха (князь-курфюрст). Пфальц Рейн був переданий у 1623 році герцогу Максиміліану I Баварському, який також купив у імператора Верхній Пфальц.
У Ренені, на захід від Арнема, родина жила на заощаджені державні кошти та щедру підтримку англійського короля, спочатку також нідерландського, об’єднаних підтримкою уряду. До кінця свого життя Фрідріх сподівався відвоювати своє становище в Пфальці, але помер у вигнанні в 1632 році.

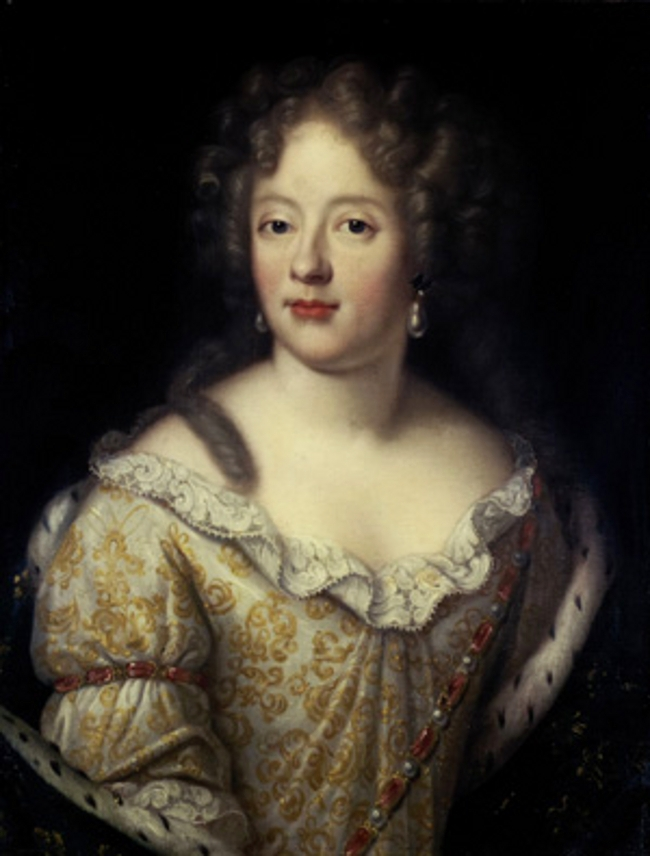
Єлизавета Шарлотта, принцеса Пфальц

#### Єлизавета Шарлотта, принцеса Пфальц
Єлизавета Шарлотта, принцеса Палатинська, була герцогинею Орлеанської та невісткою Людовика XIV. Коли Пфальц-Зіммернська гілка Віттельбахів вимерла, Людовик XIV висунув претензії на Пфальц і розпочав війну Великого Альянсу, яка спустошила Пфальц. Лізелотта, як її ніжно називали, була змушена безпорадно дивитися на те, як її країну спустошували від її імені.
Лізелотта, онука Фрідріха V, народилася в замку Гайдельберга і виросла при дворі своєї тітки Софії Ганноверської в Ганновері. Вона часто поверталася до Гайдельберга з батьком. У віці 19 років вона вийшла заміж з політичних мотивів за брата короля Франції. Це не був щасливий шлюб. Коли її брат Карл помер без потомства, Людовик XIV вимагав Пфальц і оголосив їй війну.

Лізелотта написала в листі до своєї тітки Софії в Ганновер:
«Тож я вважаю, що тато, мабуть, не розумів масштабності справи про те, щоб підписати мене, але я була для нього тягарем, і він хвилювався, що я стану старою дівою, тому позбувся мене якомога швидше. ... Такою була моя доля».
Навіть після тридцяти шести років у Франції вона все ще вважала Гайдельберг своїм домом і написала в листі до Марії Луїзи фон Дегенфельд:
«Чому князь-курфюрст не наказує відбудувати замок? Воно, звичайно, було б того варте».
Орлеанський дім  походить від дітей Лізелотти та Філіпа, які прийшли на французький престол у 1830 році в особі Луї-Філіпа I.
За оцінками, Лізелотта написала 60 000 листів, приблизно одна десята з яких зберіглася донині. Листи написані французькою та німецькою мовами і дуже яскраво описують життя французького двору. Більшість із них вона писала своїй тітці Софії та своїй зведеній сестрі Марії-Луїзі, але вона також листувалася з Готфрідом Лейбніцем.
Виховання Лізелотти було досить буржуазним. Карл I Людовик, курфюрст Пфальцький, любив грати зі своїми дітьми в місті Гайдельберг і гуляти схилами пагорбів Оденвальда. Лізелотта, яка пізніше назвала себе «божевільною бджолою», скакала на коні галопом по пагорбах навколо Гайдельбергу і насолоджувалася своєю свободою. Вона часто вислизала рано-вранці із замку, щоб залізти на черешневе дерево й наїстися черешень. У 1717 році, згадуючи своє дитинство в Гайдельберзі, вона написала:
Боже мій, як часто я о п'ятій ранку напихалася на горбі черешнями і добрим шматком хліба! У ті часи я була сильніша, ніж зараз.

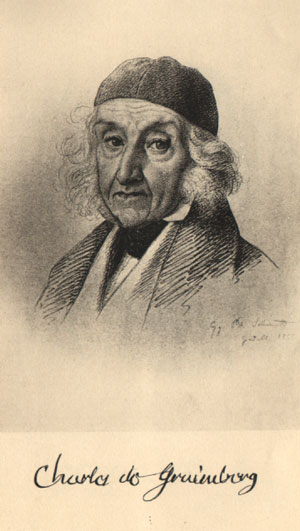
Чарльз де Греймберг

#### Чарльз де Граймберг
Французький Купферштехер (гравер на міді) граф Шарль де Граймберг утік від Французької революції та емігрував разом із родиною до Англії. У 1810 році він звернувся до Карлсруе, щоб розпочати навчання у хофкупферштехера Бадена Крістіана Гальденванга, який був другом і сусідом брата Граймберга Луї. Після того, як Граймберг поїхав до Гайдельбергу, щоб намалювати замок для пейзажу, він залишився там на решту 54 років свого життя. Своїми мідними проходами руїн замку він задокументував його стан і заклав камінь у фундамент римського замку, який мав захистити руїни від остаточного занепаду.
У своєму будинку (сьогодні палац Граймберг, на початку пішохідної доріжки до замку) він створив екскурсійну шафу з експонатами із замку, які згодом стали основними експонатами Музею Курпфельзи. Він профінансував свою колекцію «Старожитності» про історію міста та замку з власних статків. Завдяки йому замок стоїть досі. Він також провів перші історичні розкопки в Замку і прожив довгий час у дворі замку, аби запобігти тому, щоб громадяни Гайдельбергу брали будівельний матеріал для своїх будинків із Замкового відвалу.
Наказ Греймберга написав Томас А. Леже перші джерела, написані на основі написаного лідером замку. Примірник цього лідера з того 1836 року «Le guide des voyageurs dans la ruine de Heidelberg» («Путівник для мандрівників по руїнах замку Гайдельбергер») був придбаний Віктором Гюго під час його перебування в Гайдельберзі. Цей примірник із примітками випущено сьогодні в «Дім Віктора Гюго» в Парижі.
Про Шарля де Граймберга нагадує дошка пошани, яка була прикріплена 1868 року на переході до Альтану: «Пам'ять Карла графа фон Граймберга, народженого в замку Паарс (біля Шато-Тьєррі) у Франції 1774 року, померлого в Гайдельберзі 1864 року."
У Гайдельберзькому замку знаходиться найбільша бочка з вином у світі.

## Зовнішні посилання
- https://digi.ub.uni-heidelberg.de/diglit/caus1620
- http://www.heidelberg-schloss.de/
- https://web.archive.org/web/20050317002004/http://news.genealog.de/rheinhessen/dittelsheim-hessloch/anton-praetorius-teil1.shtml
- https://www.youtube.com/watch?v=QkBWJSRcIcs&ab_channel=StaatlicheSchlösserundGärtenBaden-Württemberg